# Évelyne Sire-Marin
Évelyne Sire-Marin est une magistrate honoraire  française.
Elle est ancienne présidente du Syndicat de la magistrature à partir de 2001, pendant (au moins) deux ans, et ancienne coprésidente de la fondation Copernic[Quand ?]. Elle participe au conseil scientifique de Attac France et au bureau de la fondation Copernic.

## Engagement politique
En 2010, elle soutient la liste du Front de Gauche aux élections régionales.
En 2011, elle soutient publiquement Jean-Luc Mélenchon, candidat du Front de gauche à l'élection présidentielle. La même année, elle occupe les fonctions de vice-présidente du Tribunal de Grande Instance de Paris et de vice-présidente de la Ligue des droits de l'homme.
En 2013, elle rejoint Ensemble, mouvement pour une alternative de gauche écologiste et solidaire, organisation politique membre du Front de gauche.
Elle écrit dans Le Monde diplomatique, et dans Slate.

## Procès en diffamation
Après un article paru en 2017, elle attaque en diffamation Clément Weill-Raynal, journaliste de France 3, lui reprochant d'avoir mis en cause son impartialité dans le procès de Michel Aubier, un spécialiste reconnu des maladies respiratoires, qui avait été condamné en 2017 en première instance à six mois de prison avec sursis pour avoir caché ses liens avec le groupe pétrolier Total. Dans cet article, le journaliste parlait des « engagements militants de la présidente du tribunal avec des organisations souvent opposées à Total ». En décembre 2021, après une condamnation en première instance, la Cour de cassation confirme la relaxe du journaliste confirmant la décision de la cour d'appel de Douai qui avait jugé que l'article incriminé se fondait « sur une base factuelle suffisante ».

## Publication
- Les détenus sont-ils des citoyens ?, avec Florence Aubenas, Julien Bach, Virginie Bianchi, Caroline Mécary, Patrick Marrest et Willy Pelletier, Éditions Syllepse, coll. « Notes et documents de la Fondation Copernic », mars 2010  (ISBN 978-2-84950-261-7)